# Гоџи
Гоџи (лат. Lycium barbarum) дрвенаста је биљка из породице Solanaceae, грмоликог облика, а плодови су јој црвенкасте бобице.

## Порекло
Гоџи води порекло из кинеске провинције Нингсја. Становницима Нингсје гоџи бобице представљају део свакодневне исхране, толико их цене да сваке године организују фестивал гоџи бобица. Осим што представљају неизбежан део многих традиционалних јела, због њиховог благотворног дејства оне су биле коришћене још у древној кинеској медицини пре више од 5.000 година.

## Плод
Бобице су дугуљастог облика, величине од 1 cm до 2 cm. Биљка почиње да даје плодове после треће године, а плодови сазревају од јула до октобра. Плодови садрже доста семена и веома брзо оксидују. Налазе се на првом месту биљака по количини антиоксиданата које поседује у борби против слободних радикала. Плодови у себи садрже 18 аминокиселина, 7 витамина и 21 минерал. Као и већина јестивог воћа, Гоџи није токсичан. Енергецка вредност 100 g бобица износи 370 калорија.

## Узгој
На истоку је гоџи популаран од давнина, док је у Европи почео да се гаји тек у 18. веку. Осим на плантажама, често се може наћи у вртовима као украсна биљка. Гоџи расте до 3 m у висину, цвета у 7. и 8. месецу, а плодови сазревају сукцесивно од јула до октобра и не беру се већ се тресу због брзе оксидације. Подноси високе температуре лети, као и хладне зиме са великим минусом. Гаји се на песковитим земљиштима уз доста наводњавања, а потребно је поставити и фолију да би се спречио раст корова и испаравање воде.

## Гоџи као храна
Као незаобилазна храна, гоџи се у многим деловима Кине користи већ дуго времена. С обзиром на њихов пријатан укус, гоџи бобице се могу јести свеже или сушене, у облику сока или чаја или као додатак многим јелима. Бобице се често користе за производњу сока, џема и мармелада. Осим бобица, у исхрани може да се користи лишће. Лишће се користи за припрему чаја, као салата или додатак чорбама.

## Медицински аспект
Вековима се користи у традиционалној медицини за одржавање доброг здравља и енергије. Кроз историју жене су га конзумирале како би побољшале свој физички изглед. Бобице имају широк спектар дејства на здравље, а најчешће се користе за детоксикацију организма и регенерацију ткива, против прераног старења тела, јачање имунитета, а позитивно утичу на тен и квалитет коже. Осим бобица, у медицинске сврхе се користи лишће и кора корена биљке. Чај од лишћа се користи у традиционалној кинеској медицини, а кора корена се користи за лечење кожних болести.
| Бобице      | Антиоксидантне јединице у 100 бобица |
| ----------- | ------------------------------------ |
| Гоџи        | 25300                                |
| Аронија     | 16100                                |
| Суве шљиве  | 5700                                 |
| Суво грожђе | 5700                                 |
| Боровница   | 2400                                 |